# جون دوران (تنس)
جون دوران (بالإنجليزية: John Doran) مواليد 16 مايو 1978، هو لاعب كرة مضرب أيرلندي سابق وكان يلعب باليد اليمنى. أعلى تصنيف له في الفردي كان المركز الـ 357 في سنة 2001. أعلى تصنيف له في الزوجي كان المركز الـ 253 في سنة 2002.

## روابط خارجية
- جون دوران على موقع رابطة محترفي التنس (الإنجليزية)
- جون دوران على موقع الاتحاد الدولي لكرة المضرب (الإنجليزية)
- جون دوران على موقع خلاصة التنس.كوم (الإنجليزية)